# カップルズ
『カップルズ』（かっぷるず、原題：麻將、英題：Mahjong）は1996年制作の台湾映画。

## 概要
エドワード・ヤン監督が、フランス女優ヴィルジニー・ルドワイヤンを主演の1人に迎え、『牯嶺街少年殺人事件』に続いてクー・ユールン、チャン・チェン、ワン・チーザンを起用した群像劇の青春映画。
第46回ベルリン国際映画祭アルフレッド・バウアー名誉賞、第33回台湾金馬奨助演男優賞（ワン・チーザン）、第9回シンガポール国際映画祭監督賞、第18回ナント三大陸映画祭ナント市賞受賞。
2025年4月に4Kレストア版が公開された。

## ストーリー
バブル経済終期の台北に生きる4人の少年たち。リーダー格のレッドフィッシュ、ハンサムな女たらしホンコン、口達者なトゥースペイスト、新入りのルンルン。悪徳実業家を父に持つレッドフィッシュの号令のもと、詐欺まがいの荒稼ぎをしたり、一人の女の子を「共有」したりと、アパートの一室で無軌道で気ままな生活をしていた。
ある日、イギリス人の元恋人マーカスを追ってきたフランス娘・マルトが彼らの前に現れる。レッドフィッシュは、右も左も分からない彼女を言葉巧みに誘い入れ、売春組織に売り飛ばそうと企む。だが、根は純情なルンルンがマルトを実家の屋根裏にかくまい、レッドフィッシュの企みはふいになってしまう。
悪名高い父親を疎ましく思いつつも、その冷酷な人生哲学に倣って生きるレッドフィッシュは、かつて父を破産に追い込んだ女アンジェラに対する復讐計画を練る。ホンコンに彼女を誘惑するよう仕向け、またトゥースペイストを占い師として彼女の元に送り込み、ここでも金をだまし取ろうとする。
レッドフィッシュの父は失踪中で、暗黒街の組織は息子のレッドフィッシュを人質にとっておびき出そうとするが、組織のまぬけなヒットマンは勘違いして、ルンルンとマルトを誘拐してしまう。しかし、マルトが機転を利かせて脱出に成功した。レッドフィッシュは逆に組織のヒットマンを手中にとり、父の隠れ家に案内するが、人生に疲れた父は愛人とともに心中した後だった。レッドフィッシュは、冷酷さそのものだった父が隠し持っていた弱さを初めて知ることになった。ルンルンはマルトに想いを伝えるが、彼女は自分を危ない目に合わせた彼に怒りをぶつけ、マーカスに引き取られていった。

## キャスト
- マルト：ヴィルジニー・ルドワイヤン
- ルンルン：クー・ユールン（柯宇綸）
- レッドフィッシュ：タン・ツォンシェン（唐従聖）
- ホンコン：チャン・チェン（張震）
- トゥースペイスト：ワン・チーザン（王啓讃）
- マーカス：ニック・エリクソン
- アリソン：アイビー・チェン（陳欣慧）
- デヴィッド：アンドリュー・ツァオ
- ジンジャー：ダイアナ・デュピス
- ヤクザ兄貴分：ウー・ニェンチェン（呉念眞）
- ヤクザ弟分：ワン・ポーセン（王柏森）
- チェン（レッドフィッシュの父）：チャン・クオチュー（張国柱）
- レッドフィッシュの母：エレイン・チン（金燕玲）
- チウ：クー・パオミン（顧寶明）
- アンジェラ：キャリー・ン（呉家麗）
- チェンの愛人：イエ・チュエンチェン（葉全真）
- ：林海象（特別出演）

## スタッフ
- 監督・脚本：エドワード・ヤン（楊徳昌）
- 製作総指揮：デビッド・サン（孫大偉）
- 製作：ユー・ウェイエン（余為彦）
- 撮影：リー・イーシュー（李以須）
- 編集：チェン・ポーエン（陳博文）